# Andrei Andreyevich Eshpai
Andrei Andreyevich Eshpai (18 de abril de 1956) é um diretor de cinema russo.